# 普拉托问题
普拉托问题（英語：Plateau's problem）是数学中与极小曲面有关的一类问题，旨在研究在边界固定时极小表面的存在性。此问题最早由18世纪的法国数学家拉格朗日在1760年提出。而之后比利时人约瑟夫·普拉托在19世纪进行了大量关于皂液膜（肥皂泡）的实验，并总结出了一些与极小曲面以及此问题有关的定律（普拉托定律）。普拉托问题是变分法研究的一个分支。普拉托问题中的极小曲面的存在性以及其正则性（是否可微，是否光滑等等）是几何测度理论的研究对象。
数学家们首先从解决普拉托问题的各种约束下的特殊情况开始。1930年，杰西·道格拉斯和蒂波·拉多得到了在映照（浸入）参照下的一般解。两人的方法有很大差别。拉多的方法建立在加尼尔的工作上，只能证明边界为可求长的简单闭曲线的情况。道格拉斯则运用了全新的思路，对任意的简单闭曲线都适用。两人的方法都包括了求解最小值问题，不同之处为道格拉斯最小化的对象是现在称为“道格拉斯积分”的积分式，而拉多最小化的对象是类似于保守场的“能量”。道格拉斯因这方面的工作获得了1936年的菲尔兹奖.
更高维度空间中的普拉托问题（关于n维欧几里得空间{\displaystyle \mathbb {R} ^{n}}中的k维曲面上极小曲面的问题）比三维空间中曲面的普拉托问题更为困难。不仅如此，与三维空间中曲面的普拉托问题的解总是正则的特性不同，研究发现扩展到高维空间中的普拉托问题的解在 k ≤ n − 2 可能出现不规则的奇点。当曲面是超平面的时候（即曲面维度 k = n − 1 的时候），则只在空间维度 n ≥ 8 的时候解会出现不规则的奇点。